# 双角子宫
双角子宫（Bicornuate uterus），是一类妇科发育障碍，为双侧分离的子宫内膜腔连于一个宫颈，系双侧副中肾管融合不良所致。
主要包括两种类型，完全性双角子宫（两个子宫从宫颈内口处分开）和不完全性双角子宫（两个子宫在宫颈内口之上任何部位分开）。
临床表现为月经血量较多，有不同程度的痛经，有反复流产与早产史。妇科检查可发现子宫呈双角状。早孕期一侧妊娠，则妊娠侧子宫明显增大。中晚期一侧妊娠时，妊娠子宫偏离中线。鞍状子宫宫体凹陷呈鞍状，双合诊时可发现宫底部较正常子宫为宽。

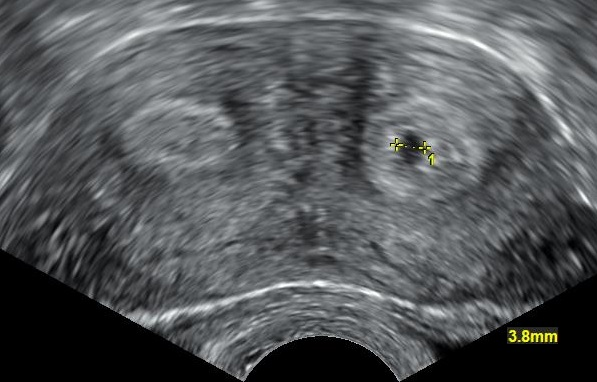
医学超声检查